# بازدید دولتی

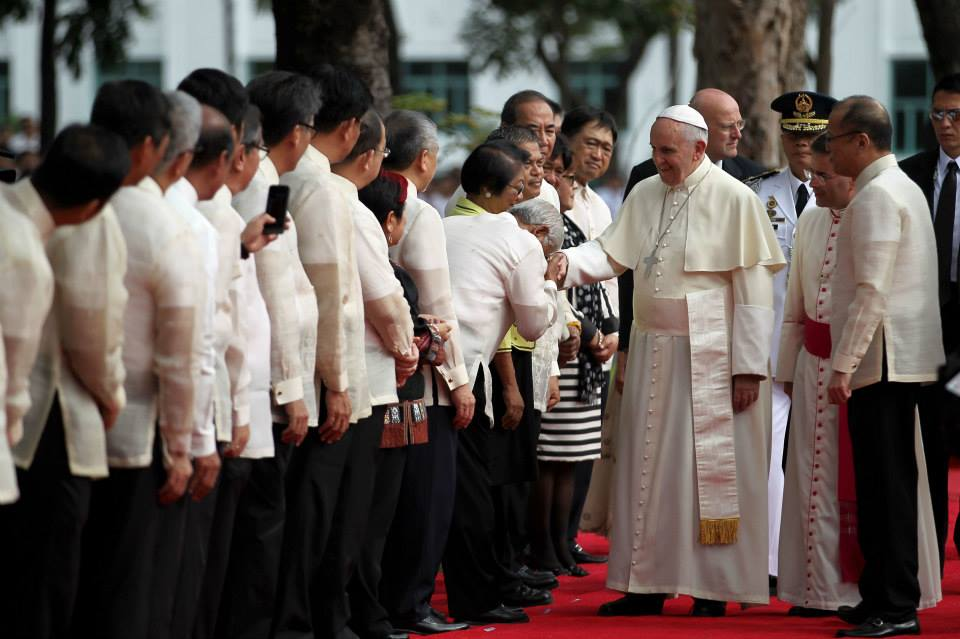
پاپ فرانسیس به همراه رئیس‌جمهور بنیگنو آکینو سوم در حال حرکت به سمت کاخ مالاکنیان در جریان بازدید روحانی و دولتی پاپ از فیلیپین در ژانویه ۲۰۱۵

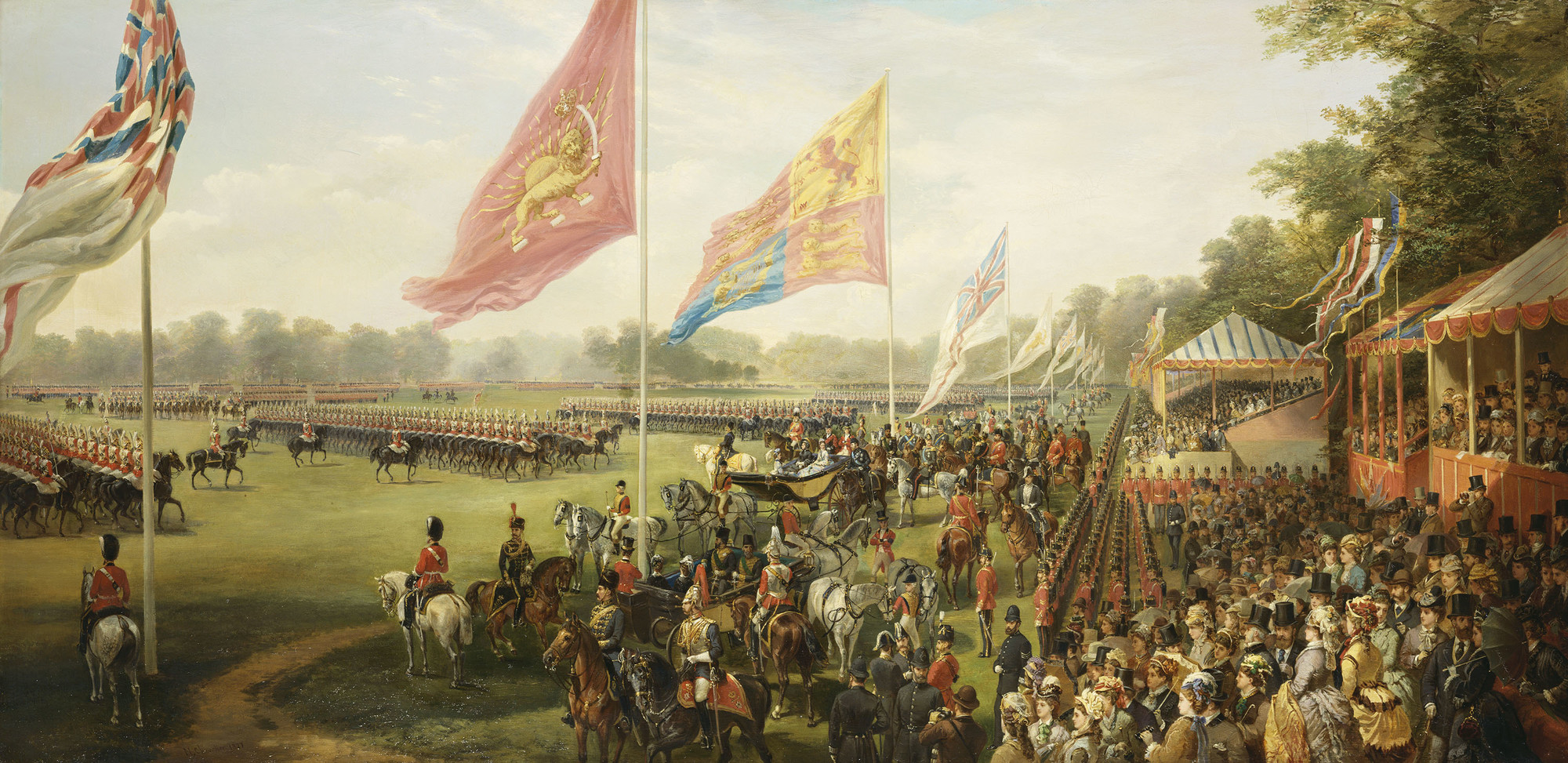
بازدید در پارک بزرگ ویندزور به افتخار شاه ایران، ۲۴ ژوئن ۱۸۷۳ (نیکلاس شوالیه، ۱۸۷۷). ناصرالدین شاه قاجار، اولین پادشاه ایرانی بود که به اروپا سفر کرد؛ او دو بار از ملکه ویکتوریا دیدن کرد.

سفر دولتی اصطلاحی برای سفر رسمی یک رئیس کشور (یا نماینده یک رئیس کشور) به یک کشور خارجی است که به دعوت رئیس کشور میزبان (یا نماینده‌اش) به عمل می‌آید و میزبان رسمی در طول مدت بازدید دولتی از مهمان استقبال می‌کند. به عنوان میزبان، به‌طور کلی به آن یک پذیرایی دولتی می‌گویند. بازدیدهای دولتی بالاترین شکل از روابط دوستانه دوجانبه بین دو کشور مستقل تلقی می‌شوند و به‌طور کلی با اجرای مراسم عمومی رسمی نمایان و متمایز هستند.
بازدیدهای کمتر رسمی توسط یک هیئت دولتی به کشور دیگر که تشریفات کمتری را توسط میزبان شامل شوند، می‌توانند (به ترتیب نزولی) به عنوان یک سفر رسمی، یک دیدار کاری رسمی، یک بازدید کاری، یک بازدید مهمان از کشور، یا یک بازدید خصوصی یاد شوند.
در دموکراسی‌های پارلمانی، در حالی که سران کشورها (یا نمایندگان آنها) در چنین سیستم‌های دولتی ممکن است به‌طور رسمی دعوت نامه صادر کنند و بپذیرند، آنها این کار را به توصیه رئیس دولت خود انجام می‌دهند، که معمولاً تصمیم می‌گیرند که چه زمانی دعوت صادر یا پذیرفته شود.
ملکه الیزابت دوم پر سفرترین رئیس دولت در تاریخ جهان بود و تا زمان جوبیلی الماس خود در سال ۲۰۱۲، ۲۶۱ بازدید رسمی از کشورهای خارجی و ۹۶ بازدید دولتی از ۱۱۶ کشور داشت. اگرچه او حاکم هر یک از قلمروهای مشترک المنافع بود، اما رسماً و معمولاً به عنوان ملکه بریتانیا به سفر می‌رفت، در حالی که فرماندار کل مربوطه از طرف او، بازدیدهای ایالتی را برای کشور متبوع خود انجام می‌داد. با این حال، ملکه گهگاه بازدیدهای ایالتی و رسمی به نمایندگی از یکی از قلمروهای مشترک المنافع خود هم انجام می‌داد.